# Salomón Ibarra Mayorga
Salomón Ibarra Mayorga (* 8. September 1887 in Chinandega, Nicaragua; † 2. Oktober 1985 in Tegucigalpa, Honduras) war ein nicaraguanischer Schriftsteller, der vor allem als Dichter der Nationalhymne Nicaraguas Salve a ti, Nicaragua bekannt ist. Ibarra Mayorga galt zu Lebenszeiten als ein starker Befürworter des Friedens und der Demokratie und wird bis heute in Nicaragua für seinen Patriotismus und seine ablehnende Haltung gegenüber dem Interventionismus geehrt.

## Leben
Ibarra Mayorgas Vater war ein Lehrer des Dichters Rubén Darío, seine Mutter stammte aus einer Familie, deren Mitglieder größtenteils Dichter und Schriftsteller waren. Ibarra Mayorga studierte in León und wurde 1909 Buchhalter des Colegio Mercantil de Occidente.
1911 gründete Iberra Mayorga den Zeitungsverlag El Tiempo, der das Regime von Juan José Estrada kritisierte. Am 14. Mai wurde er bei einem Angriff, der vermutlich von dem Anti-Intellektualen Carlos Pasos durchgeführt wurde, verletzt und trat daraufhin der Revolución Constitucionalista Liberal bei, die einen brutalen Kampf gegen die Diktatur von Adolfo Díaz führte und gegen eine Einmischung der USA kämpfte. Später wurde er nach Honduras verbannt, wo er 15 Jahre die Geschäfte der Singer Corporation in Zentralamerika führte. 
1918 nahm Salomón Ibarra Mayorga unter dem Pseudonym Rómulo an einem von dem Präsidenten Emiliano Chamorro Vargas veranstalteten Wettbewerb teil, bei dem man einen Text für die nicaraguanische Hymne suchte. Die Komposition der Melodie zu dem Text war angesichts der Besetzung Nicaraguas durch die USA, die bis 1933 andauerte, eine schwierige Aufgabe. Ibarra Mayorga musste darauf achten, weder die Besatzer zu verärgern, noch „die nationale Würde zu verletzen“. Schließlich gewann er zwar den Wettbewerb, doch wurde sein Text aufgrund der politischen Unruhen in Nicaragua erst 1939 durch Anastasio Somoza García zur offiziellen Nationalhymne Nicaraguas bestimmt.
1935 kehrte Ibarra Mayorga nach Nicaragua zurück und wurde dort bis 1946 Leiter des nationalen Kreditbüros. Auch war er Sekretär der Sozialhilfeliga in Managua Präsident der nicaraguanischen Sektion der Asociación de Escritores y Artistas Americanos (Amerikanische Vereinigung von Schriftstellern und Künstlern), Präsident des Nicaraguanisch-Israelischen Kulturinstituts und Präsident des Rotary Clubs in Managua. 1949 wurde ihm von der nicaraguanischen Lehrergewerkschaft der Rubén-Dario-Nationalpreis verliehen.
Nach dem Erdbeben in Managua 1972 wanderte Ibarra Mayorga nach Honduras aus. Dort starb er 1985 in der Hauptstadt Tegucigalpa. Seine Asche wurde am 12. September 2000 auf Anordnung des Präsidenten Arnoldo Alemán exhumiert und im Palacio Nacional de la Cultura in Managua bestattet. Eine Schule in Tipitapa sowie der Stadtplatz von Chinandega tragen seinen Namen.
| Personendaten    | Personendaten                   |
| ---------------- | ------------------------------- |
| NAME             | Ibarra Mayorga, Salomón         |
| KURZBESCHREIBUNG | nicaraguanischer Schriftsteller |
| GEBURTSDATUM     | 8. September 1887               |
| GEBURTSORT       | Chinandega, Nicaragua           |
| STERBEDATUM      | 2. Oktober 1985                 |
| STERBEORT        | Tegucigalpa, Honduras           |